# Barbacenia trigona
Barbacenia trigona är en enhjärtbladig växtart som beskrevs av Goethart och Johannes Jan Theodoor Henrard. Barbacenia trigona ingår i släktet Barbacenia och familjen Velloziaceae. Inga underarter finns listade.